# Stipa arabica
Stipa arabica es una especie herbácea perteneciente a la familia de las poáceas.

## Descripción
Son plantas perennes, cespitosas, que alcanzan un tamaño de hasta 150 cm de altura. Las hojas en su mayoría basales, son junciformes, curvadas; vaina glabra; lígula puberulenta, truncada. La inflorescencia es una panícula laxa.  Florece en mayo.

## Distribución
Se encuentra en Pakistán (Baluchistán y la Provincia Fronteriza Noroccidental); Sinaí hacia el este a través de Irán, el Cáucaso y Afganistán a Pakistán y el sur de Rusia.

## Taxonomía
Stipa arabica fue descrita por Trin. & Rupr.  y publicado en Species Graminum Stipaceorum 77. 1842.
Etimología
Stipa: nombre genérico que deriva del griego stupe (estopa, estopa) o stuppeion (fibra), aludiendo a las aristas plumosas de las especies euroasiáticas, o (más probablemente) a la fibra obtenida de pastos de esparto.
arabica: epíteto geográfico que alude a su localización en Arabia. 
Sinonimia
- Stipa barbata var. arabica (Trin. & Rupr.) Boiss. ex Kuntze'
- Stipa barbata var. meyeriana (Trin. & Rupr.) Hack.
- Stipa barbata var. szovitsiana (Trin. & Rupr.) Hack. & B. Fedtsch.'
- Stipa caspia K.Koch
- Stipa damascena Boiss.
- Stipa koenigii Woronow
- Stipa meyerana Grossh.
- Stipa meyeriana (Trin. & Rupr.) Grossh.
- Stipa prilipkoana Grossh.
- Stipa szovitsiana Trin. ex Hohen.
- Stipa szovitsiana (Trin. & Rupr.) Griseb.
- Stipa szovitsiana var. meyerana (Trin. & Rupr.) Roshev.
- Stipa szowitsiana (Trin.) Griseb.
- Stipa szowitsiana var. meyeriana (Trin. & Rupr.) Roshev.
- Stipa turgaica Roshev.[4][5]